# Claire Bretécher

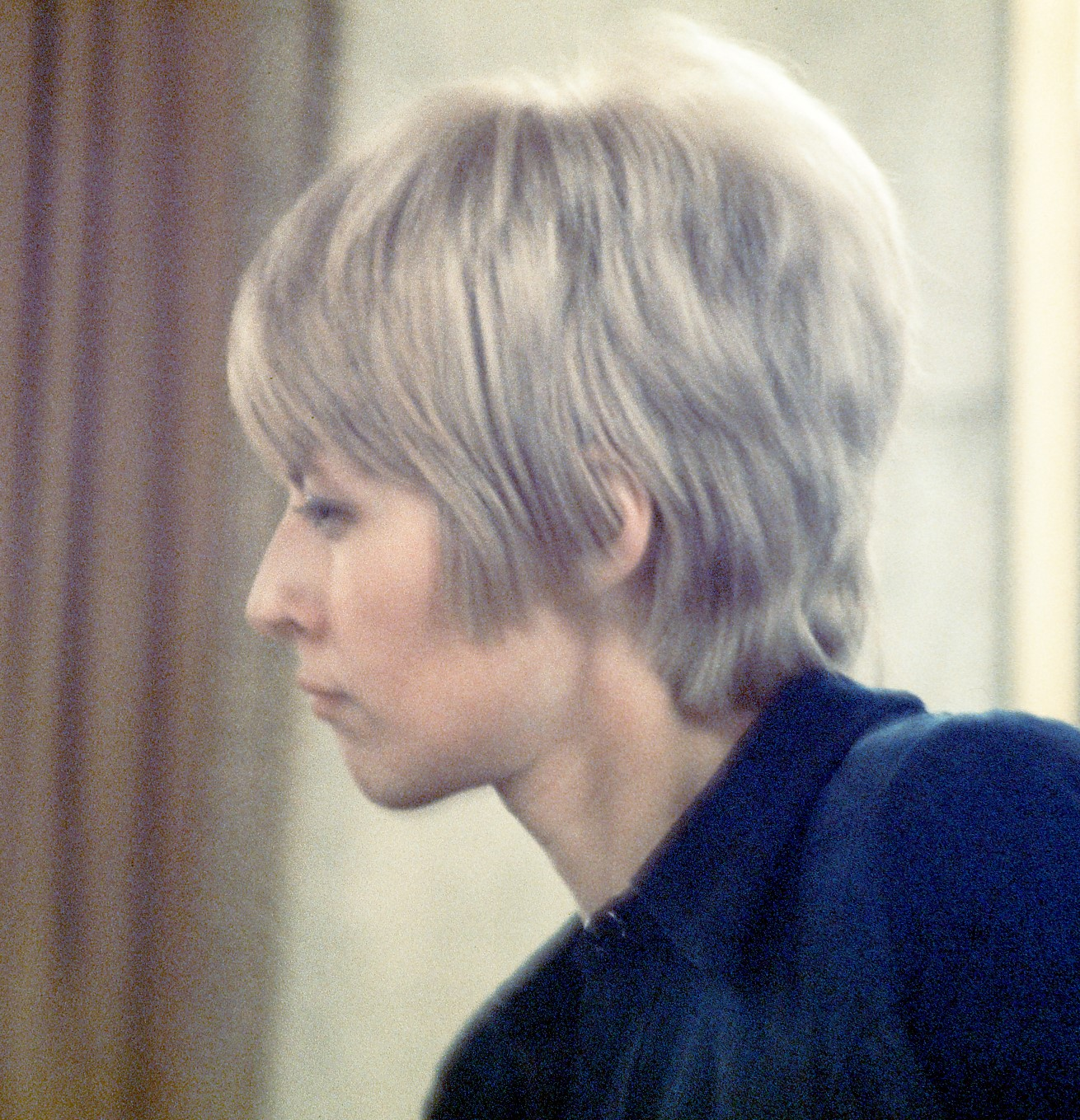
Claire Bretécher (1973)

Claire Bretécher (* 17. April 1940 in Nantes; † 11. Februar 2020 in Paris) war eine französische Zeichnerin und Autorin.

## Leben
Bretécher begann ihre Karriere als Comiczeichnerin 1963 mit einer Zusammenarbeit mit René Goscinny. Sie arbeitete 1965 und 1966 für das Comic-Magazin Tintin. 1969 erschien Cellulite im französischen Comic-Magazin Pilote. Ab 1973 erschien in der französischen Wochenzeitschrift Le Nouvel Observateur die Serie Die Frustrierten. 
Die von 1975 bis 1980 erschienenen Alben fanden ihren Weg auch in den deutschen Sprachraum. 1982 gewann sie den Großen Preis der Stadt Angoulême beim Internationalen Comicfestival in Angoulême. 2016 wurde sie beim Comic-Salon Erlangen als erste Frau mit dem Sonderpreis für ein herausragendes Lebenswerk des Max-und-Moritz-Preises ausgezeichnet.
Claire Bretécher starb, nach einigen Jahren mit Alzheimer, am 11. Februar 2020 im Alter von 79 Jahren in Paris.

## Werk und Stil

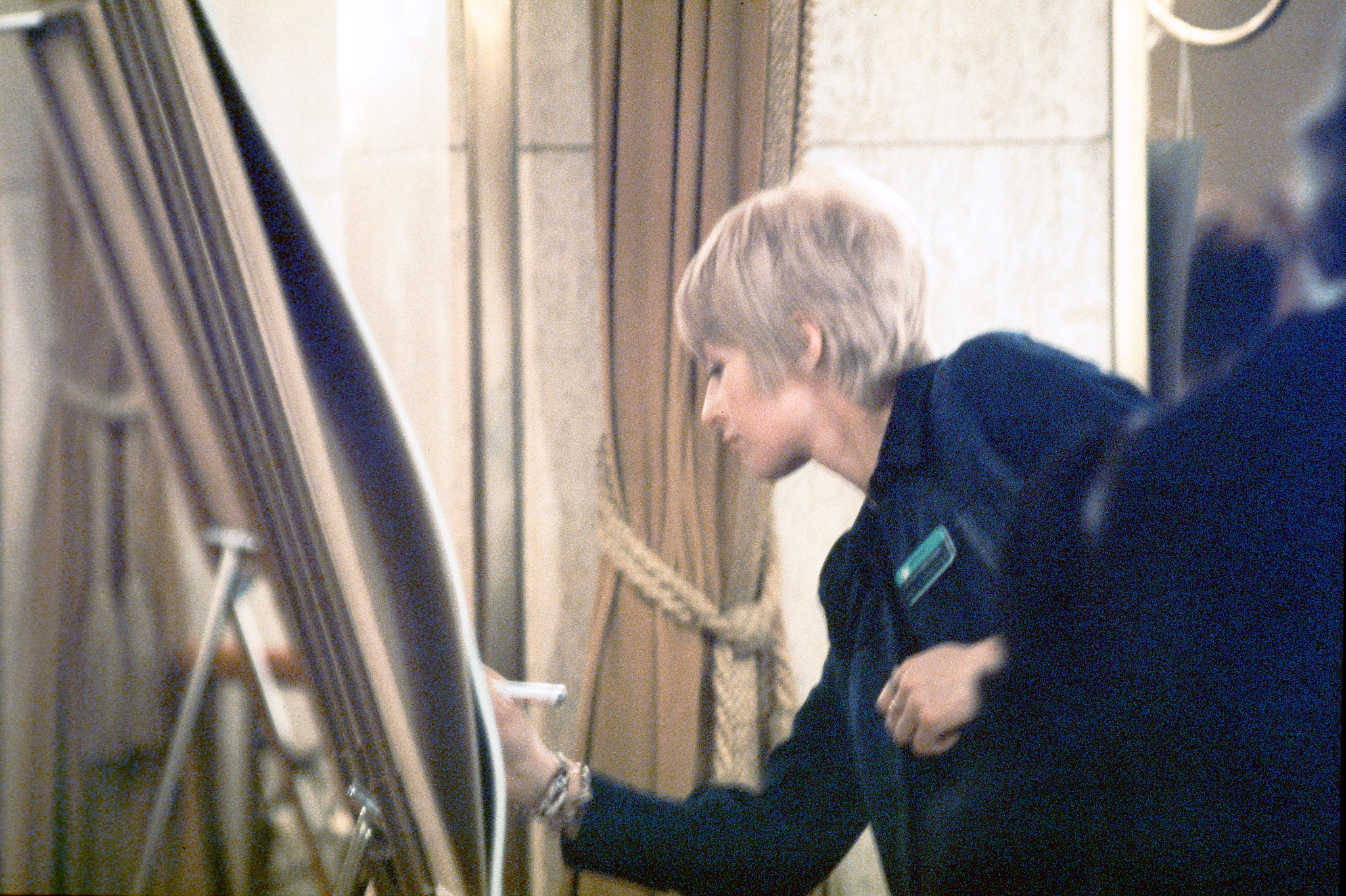
Claire Bretécher (1973)

In ihrem Werk setzte sich Bretécher mit dem Alltagsleben im ausgehenden 20. Jahrhundert und insbesondere mit den Anforderungen auseinander, die von Kirche und Gesellschaft, aber auch vom Feminismus an moderne Frauen gestellt werden. Dabei deckte sie ein Spektrum vom Problem der korrekten antiautoritären Erziehung bis hin zum Problem des Erwerbs einer nahtlosen Bräune ab. Mit ihrem Zeichenstil brach Bretécher mit den Traditionen der franco-belgischen Schule. Der Text nimmt eine gleichberechtigte Rolle neben dem Bild ein. Dies machte den Weg frei für eine neue Generation von Comic-Zeichnern. Ihr Stil, das Gefühlsleben ihrer Charaktere herauszuarbeiten, ist minimalistisch.

## Veröffentlichungen

### Zellulitis
- Les états d’âme de Cellulite. 1972 (deutsch Zellulitis 1, Edition Comic Art im Carlsen-Verlag 1984, ISBN 3-551-02610-6).
- Les angoisses de Cellulite. 1974.

### Die Frustrierten
- Les frustrés. 1975 (deutsch Die Frustrierten, Rowohlt 1978, ISBN 3 498 00448 4).
- Les frustrés 2. 1977 (deutsch Die Frustrierten 2, Rowohlt 1978, ISBN 3 498 00451 4).
- Les frustrés 3. 1978 (deutsch Die Frustrierten 3, Rowohlt 1979, ISBN 3 498 00457 3).
- Les frustrés 4. 1979 (deutsch Die Frustrierten 4, Rowohlt 1980, ISBN 3 498 00465 4).
- Les frustrés 5. 1980 (deutsch Die Frustrierten 5, Rowohlt 1980, ISBN 3 498 00467 0).

### Agrippina
- Agrippine. 1988 (deutsch Agrippina, Rowohlt 1994, ISBN 3-499-13406-3).
- Agrippine prend vapeur. 1991 (deutsch Agrippina 2, Rowohlt 1995, ISBN 3-499-13642-2).
- Les combats d’Agrippine. 1993 (deutsch Agrippina 3, Rowohlt 1996, ISBN 3-499-13740-2).
- Agrippine et les inclus. 1995.
- Agrippine et l’ancêtre. 1998.
- Agrippine et la secte à Raymonde. 2001.
- Allergies. 2004 (deutsch Agrippina: Allergien, Reprodukt 2009, ISBN 978-3-941099-03-6).
- Agrippine déconfite. 2009 (deutsch Agrippina: Fix und fertig, Reprodukt 2015 ISBN 978-3-943143-19-5).

### Weiteres
- Salades de Saison 1973 (deutsch: Kopfsalat, Carlsen 1983, ISBN 3-551-02602-5).
- Les Gnangnan 1976 (deutsch Die kleinen Nervensägen. Liebenswerte Nettigkeiten aus dem Kinderalltag Knaur 1974, ISBN 3-426-02119-6).
- Baratine et Molgaga 1977 (deutsch Prinz Baratin und sein Hofnarr Molgaga, Rate mal Comics Band 1, Pabel 1981).
- Le bolot occidental 1977.
- Fernand l’orphelin 1977.
- Le cordon infernal 1978.
- La vie passionnée de Thérèse d’Avila 1980 (deutsch Die eilige Heilige, Rowohlt 1982, ISBN 3-498-00472-7).
- Les mères 1982 (deutsch Die Mütter, Rowohlt 1983, ISBN 3-498-00477-8).
- Le destin de Monique 1984 (deutsch Monika, das Wunschkind. Rowohlt 1985, ISBN 3-498-00490-5).
- Docteur Ventouse, bobologue 1985 (deutsch Doktor med. Bobo, Rowohlt 1986, ISBN 3-498-00501-4).
- Docteur Ventouse, bobologue 2 1986 (deutsch Doktor med. Bobo 2, Rowohlt 1987, ISBN 3-498-00516-2).
- Tourista 1989 (deutsch Touristen,  Rowohlt 1990, ISBN 3-498-00539-1).
- Mouler, démouler 1996.
- Moments de lassitude 1999.